# The Woman
The Woman es una película de 2011 dirigida por Lucky McKee y es una secuela del film Offspring, de 2010..

## Sinopsis
La película empieza cuando una mujer de aspecto salvaje y fuerte se cura una herida en su costado inferior izquierdo. Luego se muestra cómo la llamada mujer del pantano (Pollyanna McIntosh) contempla a un recién nacido. Cuando un exitoso abogado (Sean Bridgers) captura e intenta "civilizar" al último miembro (Pollyanna McIntosh) de un clan violento que ha recorrido la costa noreste por décadas, él pone la vida de su familia en peligro. El abogado en realidad es un maltratador (y asesino en potencia) que encadena a la mujer salvaje y bajo el pretexto de "civilizarla" la somete a toda clase de vejaciones, bajo la pasiva mirada del resto de su familia, a la que mantiene sometida y aterrorizada. Al final el asunto se va de las manos, convirtiendo lo que parecía un drama familiar (con ciertas dosis de humor negro) en un espectáculo violento y con mucho gore.

## Elenco
- Pollyanna McIntosh como La Mujer.
- Angela Bettis como Belle Cleek.
- Sean Bridgers como Chris Cleek.
- Lauren Ashley Carter como Peggy Cleek.
- Zach Rand como Brian Cleek.
- Shyla Molhusen como Darlin' Cleek.

## Premios y nominaciones
- Octopus d’Or at the Festival Européen du Film Fantastique de Strasbourg, por mejor película internacional.
- Premio al Público por mejor película internacional en el Festival Européen du Film Fantastique de Strasbourg.[2]
- The Siren; Premio Internacional en el Festival de Cine Lund Fantastic[3]